# Diócesis de Torreón
La diócesis de Torreón (en latín: Dioecesis Torreonensis) es una circunscripción eclesiástica de la Iglesia católica en México. Se trata de una diócesis latina, sufragánea de la arquidiócesis de Durango. Desde el 9 de septiembre de 2017 su obispo es Luis Martín Barraza Beltrán.

## Territorio y organización

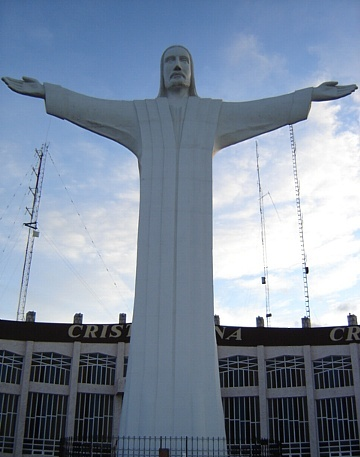
Cristo de las Noas, estatua que domina la ciudad de Torreón

La diócesis tiene 19 105 km² y extiende su jurisdicción sobre los fieles católicos de rito latino residentes en el estado de Coahuila en los municipios de: Torreón, Francisco Ignacio Madero, San Pedro, Matamoros y Viesca.
La sede de la diócesis se encuentra en la ciudad de Torreón, en donde se halla la Catedral de Nuestra Señora del Carmen, erigida el 1 de mayo de 1920, y la colosal estatua de Cristo de las Noas. Este santuario es un símbolo distintivo de la ciudad, construido en 1958 y considerado durante muchos años como el más importante de América Latina, guardando mucha similitud con su contraparte de Brasil, el Cristo Redentor de Río de Janeiro.
En 2021 en la diócesis existían 51 parroquias, entre ellas en Torreón la parroquia de Nuestra Señora de Guadalupe, erigida el 27 de diciembre de 1894, y el Templo de Nuestra Señora del Perpetuo Socorro. En Francisco I. Madero el principal templo es la parroquia del Sagrado Corazón de Jesús, erigida el 6 de octubre de 1895. En San Pedro de las Colonias con la parroquia de San Pedro Apóstol, erigida el 24 de mayo de 1892. En Viesca con la parroquia de Santiago Apóstol, erigida el 17 de abril de 1875. En Matamoros con la parroquia de Nuestra Señora del Refugio, erigida el 5 de abril de 1875, siendo estas dos últimas las más antiguas de la diócesis.

## Historia
La diócesis fue erigida el 19 de junio de 1957 con la bula Qui hanc del papa Pío XII, obteniendo el territorio de la diócesis de Saltillo. Fue canónicamente inaugurada por Luigi Raymondi, delegado apostólico en México, el 19 de abril de 1958. Pío XII nombró como primer obispo de Torreón, al entonces rector del seminario de Saltillo, Fernando Romo Gutiérrez, el 19 de abril de 1958. Fernando Romo participó en el Concilio Vaticano II celebrado en Roma (1962-1965).
Fue elegida como catedral la iglesia de Nuestra Señora del Carmen debido a que la iglesia de Nuestra de Guadalupe, que era la más antigua, estaba en remodelación.[cita requerida]
El 26 de febrero de 1986 fue nombrado obispo coadjutor Luis Morales Reyes. El 1 de enero de 1988 fue promulgado el Plan Diocesano de Pastoral 1988-1992, fruto de una opción diocesana “por una pastoral planificada” (Puebla, 1306-1307). Sus antecedentes están en el Plan de la región Pastoral del Norte, que surgió de la Semana de Reflexión Pastoral celebrada del 22 al 26 de enero de 1972.
La renuncia por edad de Fernando Romo fue aceptada por el papa el 27 de junio de 1990. Morales Reyes automáticamente pasó a ser obispo residencial de Torreón. En 1998 se le nombró presidente de la Conferencia Episcopal Mexicana, y en 1999, el papa lo nombró arzobispo de San Luis Potosí, puesto del que tomó posesión el 18 de marzo de ese año. Torreón quedó como sede vacante bajo la coordinación de Francisco Castillo, nombrado por el Colegio de Consultores Diocesanos como administrador diocesano.
José Guadalupe Galván Galindo, quien previamente fue obispo de Ciudad Valles, fue nombrado por el papa como el tercer obispo de Torreón el 12 de octubre del 2000. Su llegada se registró el 14 de diciembre de ese mismo año. Galván Galindo el 21 de agosto de 2016 presentó su renuncia como obispo de la diócesis de Torreón al papa Francisco. El 9 de septiembre de 2017 fue aceptada para después nombrarle como administrador apostólico mientras tomaba posesión el nuevo obispo electo. Finalmente el 16 de julio de 2022, falleció por complicaciones de salud.
Luis Martín Barraza Beltrán sustituyó a José Guadalupe Galván Galindo en 2017 tras su designación como obispo de Torreón.

## Estadísticas
Según el Anuario Pontificio 2018 la diócesis tenía a fines de 2017 un total de 722 149 fieles bautizados.
| Año                                                                             | Población            | Población | Población      | Sacerdotes | Sacerdotes    | Sacerdotes    | Bautizados por sacerdote | Diáconos permanentes | Religiosos | Religiosos | Parroquias |
| Año                                                                             | Bautizados católicos | Total     | % de católicos | Total      | Clero secular | Clero regular | Bautizados por sacerdote | Diáconos permanentes | Varones    | Mujeres    | Parroquias |
| ------------------------------------------------------------------------------- | -------------------- | --------- | -------------- | ---------- | ------------- | ------------- | ------------------------ | -------------------- | ---------- | ---------- | ---------- |
| 1966                                                                            | 350 000              | 363 000   | 96.4           | 47         | 24            | 23            | 7446                     |                      | 28         | 170        | 14         |
| 1968                                                                            | 425 714              | 437 714   | 97.3           | 60         | 30            | 30            | 7095                     |                      | 36         | 150        | 15         |
| 1976                                                                            | 660 000              | 725 000   | 91.0           | 76         | 37            | 39            | 8684                     |                      | 39         | 12         | 20         |
| 1980                                                                            | 810 000              | 900 000   | 90.0           | 78         | 36            | 42            | 10 384                   | 1                    | 47         | 148        | 23         |
| 1990                                                                            | 1 052 000            | 1 120 000 | 93.9           | 96         | 54            | 42            | 10 958                   | 1                    | 47         | 145        | 29         |
| 1999                                                                            | 1 096 000            | 1 290 000 | 85.0           | 119        | 78            | 41            | 9210                     |                      | 45         | 151        | 42         |
| 2000                                                                            | 1 314 000            | 1 460 000 | 90.0           | 133        | 90            | 43            | 9879                     |                      | 56         | 143        | 44         |
| 2001                                                                            | 1 329 000            | 1 477 000 | 90.0           | 129        | 88            | 41            | 10 302                   |                      | 50         | 131        | 44         |
| 2002                                                                            | 1 453 000            | 1 530 000 | 95.0           | 132        | 93            | 39            | 11 007                   |                      | 42         | 151        | 46         |
| 2003                                                                            | 1 080 000            | 1 120 000 | 96.4           | 136        | 94            | 42            | 7941                     |                      | 46         | 180        | 46         |
| 2004                                                                            | 620 244              | 775 305   | 80.0           | 138        | 90            | 48            | 4494                     |                      | 52         | 161        | 49         |
| 2010                                                                            | 694 034              | 867 543   | 80.0           | 135        | 98            | 37            | 5140                     |                      | 40         | 104        | 66         |
| 2014                                                                            | 710 150              | 887 687   | 80.0           | 129        | 90            | 39            | 5505                     |                      | 41         | 117        | 57         |
| 2017                                                                            | 722 149              | 902 687   | 80.0           | 126        | 91            | 35            | 5731                     |                      | 38         | 112        | 60         |
| Fuente: Catholic-Hierarchy, que a su vez toma los datos del Anuario Pontificio. |                      |           |                |            |               |               |                          |                      |            |            |            |

## Episcopologio

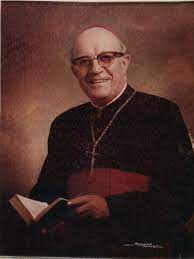
Fernando Romo Gutiérrez, obispo de Torreón

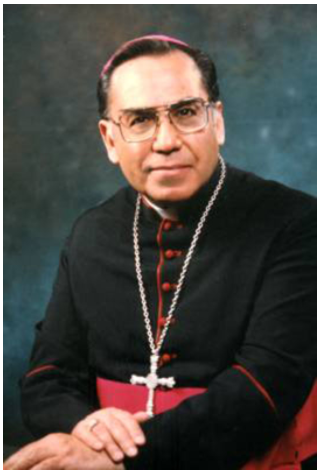
Luis Morales Reyes, 2.º obispo de Torreón

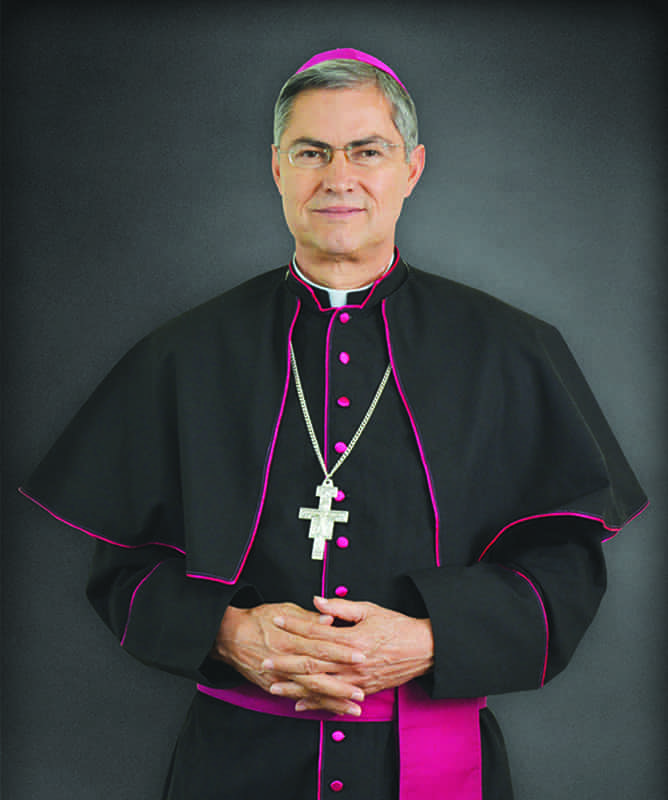
Luis Martín Barraza Beltrán, actual obispo de Torreón

- Fernando Romo Gutiérrez † (13 de enero de 1958-27 de junio de 1990 retirado)
- Luis Morales Reyes † (27 de junio de 1990 por sucesión-20 de enero de 1999 nombrado arzobispo de San Luis Potosí)
- José Guadalupe Galván Galindo † (12 de octubre de 2000-9 de septiembre de 2017 retirado)
- Luis Martín Barraza Beltrán, desde el 9 de septiembre de 2017